# US Open de 2019

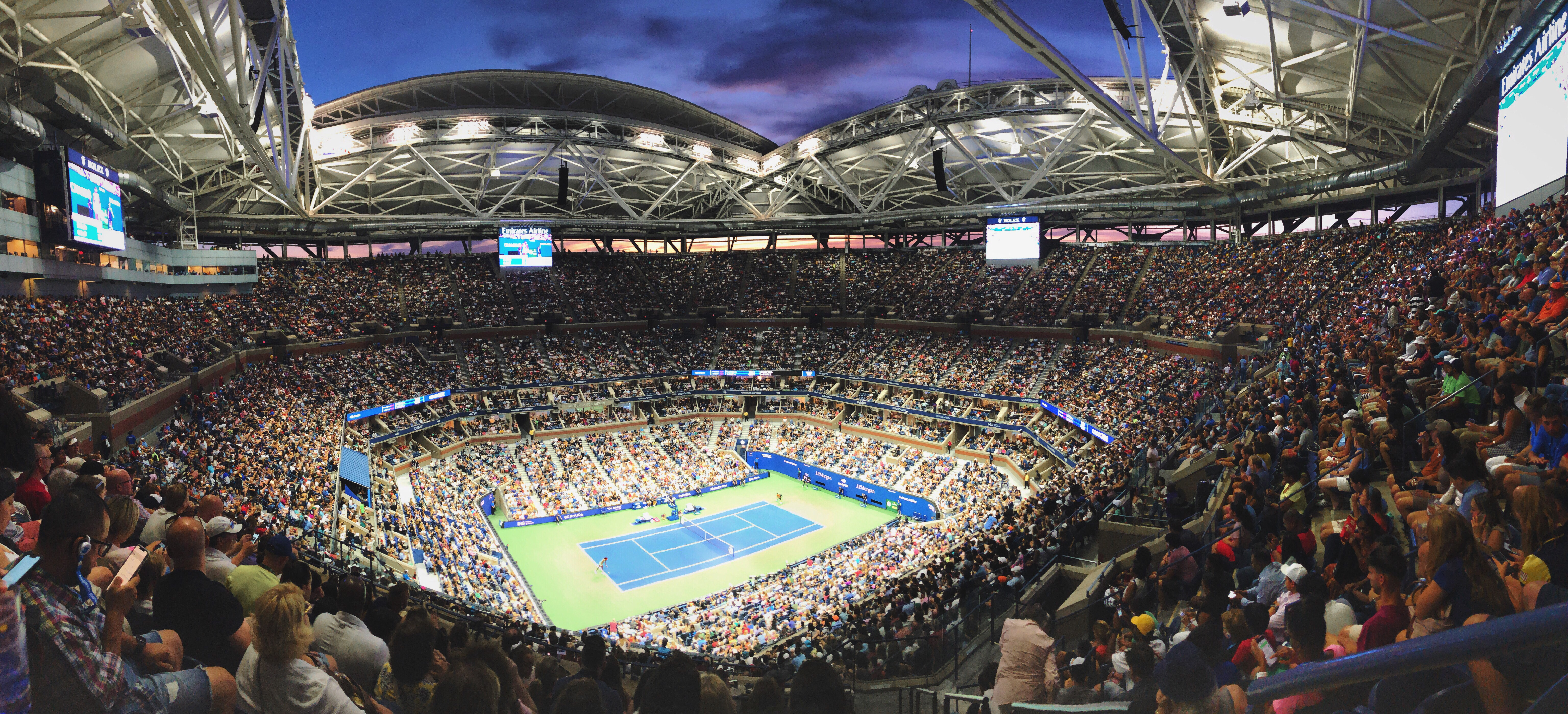
Torneio de 2019

O US Open de 2019 foi um torneio de tênis disputado nas quadras duras do USTA Billie Jean King National Tennis Center, no Flushing Meadows-Corona Park, no distrito do Queens, em Nova York, nos Estados Unidos, entre 26 de agosto e 8 de setembro. Corresponde à 52ª edição da era aberta e à 139ª de todos os tempos.
Favorito na final contra o russo Daniil Medvedev, pela primeira vez a chegar nessa fase, Rafael Nadal deixou escapar uma vitória em sets diretos para ser tetracampeão no US Open somente nos 3 a 2, em quase cinco horas de jogo. O concorrente direto e defensor do título, Novak Djokovic, não conseguiu avançar a fundo, abandonando na 4ª fase, por lesão.
Serena Williams teve campanha parecida com a de 2018, perdendo para uma novata na final. Foi vítima da canadense Bianca Andreescu, perdendo a chance de igualar o recorde de Margaret Court, com 24 títulos de Slam. Em paralelo, a japonesa Naomi Osaka não só perdeu a chance de defender o título de 2019 - caiu na 4ª fase - como também deixou a liderança do ranking feminino.
Os colombianos Juan Sebastián Cabal e Robert Farah confirmaram a ótima fase e, depois do título de Wimbledon, triunfaram em Nova York. Elise Mertens e Aryna Sabalenka, com títulos expressivos no circuito da WTA em 2019 (Indian Wells e Miami), conquistaram o primeiro major. Bethanie Mattek-Sands e Jamie Murray, por sua vez, defenderam o título de duplas mistas.

## Transmissão
Esta é a lista de países e canais designados a transmitir o torneio durante a edição em questão:
Países lusófonos

| País(es) | Canal(is)          |
| -------- | ------------------ |
| Brasil   | ESPN Brasil SporTV |
| Portugal | Eurosport          |

Resto do mundo
| País(es)                      | Canal(is)             |
| ----------------------------- | --------------------- |
| Áustria                       | ORF                   |
| Canadá                        | RDS [en] TSN          |
| China                         | CCTV-5 Tencent        |
| Estados Unidos                | ESPN Tennis Channel   |
| Índia                         | STAR                  |
| Irlanda · Reino Unido         | Prime Video           |
| Japão                         | WOWOW                 |
| Suíça                         | SRG SSR               |
| Regiões                       |                       |
| África subsaariana            | SuperSport            |
| Caribe América Latina         | ESPN (América Latina) |
| Europa continental            | Eurosport             |
| Norte da África Oriente Médio | beIN Sports           |
| Oceania                       | ESPN Oceania          |
| Sudoeste Asiático             | Fox Sports (Ásia)     |

## Pontuação e premiação

### Distribuição de pontos
ATP e WTA informam suas pontuações em Grand Slam, distintas entre si, em simples e em duplas. A ITF responde exclusivamente pelos juvenis e cadeirantes.
Considerados torneios amistosos, os de duplas mistas e os de convidados não geram pontos.
No juvenil, os simplistas jogam duas fases de qualificatório, mas só os que passam à chave principal pontuam. Em duplas, a pontuação é por jogador. A partir da fase com 16, os competidores recebem pontos adicionais de bônus (os valores da tabela já somam as duas pontuações).

#### Profissional
| Evento            | V    | F    | SF  | QF  | R16 | R32 | R64 | R128 | Q  | Q3 | Q2 | Q1 |
| Simples masculino | 2000 | 1200 | 720 | 360 | 180 | 90  | 45  | 10   | 25 | 16 | 8  | 0  |
| Duplas masculinas | 2000 | 1200 | 720 | 360 | 180 | 90  | 0   | —    | —  | —  | —  | —  |
| Simples feminino  | 2000 | 1300 | 780 | 430 | 240 | 130 | 70  | 10   | 40 | 30 | 20 | 2  |
| Duplas femininas  | 2000 | 1300 | 780 | 430 | 240 | 130 | 10  | —    | —  | —  | —  | —  |

| Evento            | V    | F   | SF  | QF  | R16 | R32 | R64 | Q  | Q2 | Q1 |
| Simples Masculino | 1000 | 600 | 370 | 200 | 100 | 45  | 30* | 20 | 0  | 0  |
| Simples Feminino  | 1000 | 600 | 370 | 200 | 100 | 45  | 30* | 20 | 0  | 0  |
| Duplas Masculinas | 750  | 450 | 275 | 150 | 75  | 0   | —   | —  | —  | —  |
| Duplas Femininas  | 750  | 450 | 275 | 150 | 75  | 0   | —   | —  | —  | —  |

| Evento               | V   | F   | SF/ 3º lugar | QF/ 4º lugar |
| Simples              | 800 | 500 | 375          | 100          |
| Simples tetraplégico | 800 | 500 | 375          | 100          |
| Duplas               | 800 | 500 | 100          | —            |
| Duplas tetraplégicas | 800 | 100 | —            | —            |

### Premiação
A premiação geral aumentou 8% em relação a 2018. Os títulos de simples tiveram um acréscimo de US$ 50.000 cada.
O US Open possui o mesmo número de participantes - 128 - nas chaves do qualificatório masculino e feminino, igual ao Australian Open e ao Torneio de Wimbledon, que estrearam essa configuração em 2019. Os valores para duplas são por par. Diferentemente da pontuação, não há recompensa aos vencedores do qualificatório.
Entre os cadeirantes, há simples, duplas e tetraplégicos, que já ocorriam em Slams de quadra dura mas, a partir de 2019, são submodalidades presentes em todos os quatro torneios. Contudo, os valores dos prêmios não são detalhados, constando no total de "Outros eventos". Os juvenis não são pagos.
| Evento        | V             | F             | SF          | QF          | Últimos 16  | Últimos 32  | Últimos 64  | Últimos 128 | Q3         | Q2         | Q1         |
| Contemplados  | 1             | 1             | 2           | 4           | 8           | 16          | 32          | 64          | 16         | 32         | 64         |
| Simples (2)   | US$ 3.850.000 | US$ 1.900.000 | US$ 960.000 | US$ 500.000 | US$ 280.000 | US$ 163.000 | US$ 100.000 | US$ 58.000  | US$ 32.000 | US$ 18.000 | US$ 11.000 |
| Duplas (2)    | US$ 740.000   | US$ 370.000   | US$ 175.000 | US$ 91.000  | US$ 50.000  | US$ 30.000  | US$ 17.000  | —           | —          | —          | —          |
| Duplas mistas | US$ 160.000   | US$ 76.000    | US$ 38.000  | US$ 19.975  | US$ 11.400  | US$ 5.900   | —           | —           | —          | —          | —          |

Total dos eventos acima: US$ 53.517.500
Outros eventos: US$ 1.650.000
Per diem (estimado): US$ 2.071.200
Total da premiação: US$ 57.238.700

## Cabeças de chave
Cabeças baseados(as) nos rankings de 19 de agosto de 2019. Dados de Ranking e Pontos anteriores são de 26 de agosto de 2019.
A colocação individual nos rankings de duplas masculinas e femininas ajudam a definir os cabeças de chaves nestas categorias e também na de mistas.
Em verde, o(s) cabeça(s) de chave campeão(ões). Em vermelho, o(s) vice-campeão(ões).

### Simples

#### Masculino
| Cabeça | Ranking | Jogador               | Pontos anteriores | Pontos a defender | Pontos conquistados | Nova pontuação | Eliminado na  | Eliminado por          |
| ------ | ------- | --------------------- | ----------------- | ----------------- | ------------------- | -------------- | ------------- | ---------------------- |
| 1      | 1       | Novak Djokovic        | 11.685            | 2.000             | 180                 | 9.865          | 4ª fase, ab.  | Stan Wawrinka [23]     |
| 2      | 2       | Rafael Nadal          | 7.945             | 720               | 2.000               | 9.225          | Campeão       | –                      |
| 3      | 3       | Roger Federer         | 6.950             | 180               | 360                 | 7.130          | QF            | Grigor Dimitrov        |
| 4      | 4       | Dominic Thiem         | 4.925             | 360               | 10                  | 4.575          | 1ª fase       | Thomas Fabbiano        |
| 5      | 5       | Daniil Medvedev       | 4.125             | 90                | 1.200               | 5.235          | F             | Rafael Nadal [2]       |
| 6      | 6       | Alexander Zverev      | 4.005             | 90                | 180                 | 4.095          | 4ª fase       | Diego Schwartzman [20] |
| 7      | 7       | Kei Nishikori         | 4.005             | 720               | 90                  | 3.375          | 3ª fase       | Alex de Minaur         |
| 8      | 8       | Stefanos Tsitsipas    | 3.455             | 45                | 10                  | 3.420          | 1ª fase       | Andrey Rublev          |
| 9      | 9       | Karen Khachanov       | 2.890             | 90                | 10                  | 2.810          | 1ª fase       | Vasek Pospisil [PR]    |
| 10     | 10      | Roberto Bautista Agut | 2.575             | 10                | 10                  | 2.575          | 1ª fase       | Mikhail Kukushkin      |
| 11     | 11      | Fabio Fognini         | 2.510             | 45                | 10                  | 2.475          | 1ª fase       | Reilly Opelka          |
| 12     | 12      | Borna Ćorić           | 2.160             | 180               | 45                  | 2.025          | 2ª fase, w.o. | Grigor Dimitrov        |
| 13     | 13      | Gaël Monfils          | 2.140             | 45                | 360                 | 2.455          | QF            | Matteo Berrettini [24] |
| 14     | 14      | John Isner            | 2.075             | 360               | 90                  | 1.805          | 3ª fase       | Marin Čilić [22]       |
| 15     | 15      | David Goffin          | 2.055             | 180               | 180                 | 2.055          | 4ª fase       | Roger Federer [3]      |
| 17     | 18      | Nikoloz Basilashvili  | 1.985             | 180               | 90                  | 1.895          | 3ª fase       | Dominik Köpfer [Q]     |
| 18     | 19      | Félix Auger-Aliassime | 1.750             | 35                | 10                  | 1.725          | 1ª fase       | Denis Shapovalov       |
| 19     | 20      | Guido Pella           | 1.735             | 90                | 10                  | 1.655          | 1ª fase       | Pablo Carreño Busta    |
| 20     | 21      | Diego Schwartzman     | 1.725             | 90                | 360                 | 1.995          | QF            | Rafael Nadal [2]       |
| 22     | 23      | Marin Čilić           | 1.590             | 360               | 180                 | 1.410          | 4ª fase       | Rafael Nadal [2]       |
| 23     | 24      | Stan Wawrinka         | 1.535             | 90                | 360                 | 1.805          | QF            | Daniil Medvedev [5]    |
| 24     | 25      | Matteo Berrettini     | 1.535             | 10                | 720                 | 2.245          | SF            | Rafael Nadal [2]       |
| 25     | 27      | Lucas Pouille         | 1.475             | 90                | 45                  | 1.430          | 2ª fase       | Daniel Evans           |
| 26     | 28      | Taylor Fritz          | 1.465             | 90                | 10                  | 1.385          | 1ª fase       | Feliciano López        |
| 27     | 29      | Dušan Lajović         | 1.441             | 90                | 45                  | 1.396          | 2ª fase       | Denis Kudla            |
| 28     | 30      | Nick Kyrgios          | 1.430             | 90                | 90                  | 1.430          | 3ª fase       | Andrey Rublev          |
| 29     | 26      | Benoît Paire          | 1.508             | 45                | 45                  | 1.508          | 2ª fase       | Aljaž Bedene           |
| 30     | 31      | Kyle Edmund           | 1.325             | 10                | 10                  | 1.325          | 1ª fase       | Pablo Andújar          |
| 31     | 32      | Cristian Garín        | 1.321             | (48+25)†          | 45+6                | 1.299          | 2ª fase       | Alex de Minaur         |
| 32     | 34      | Fernando Verdasco     | 1.310             | 90                | 45                  | 1.265          | 2ª fase       | Chung Hyeon [Q]        |

† O jogador não se classificou para o US Open de 2018, mas defende os pontos de dois torneios do ATP Challenger Tour: Como e Genoa.

##### Desistências
| Ranking | Jogador               | Pontos anteriores | Pontos a defender | Nova pontuação | Motivo                          |
| ------- | --------------------- | ----------------- | ----------------- | -------------- | ------------------------------- |
| 16      | Juan Martín del Potro | 2.050             | 1.200             | 850            | Lesão no joelho direito         |
| 17      | Kevin Anderson        | 2.050             | 180               | 1.870          | Lesão no joelho direito         |
| 22      | Milos Raonic          | 1.630             | 180               | 1.450          | Lesão muscular na região glútea |

#### Feminino
| Cabeça | Ranking | Jogadora             | Pontos anteriores | Pontos a defender | Pontos conquistados | Nova pontuação | Eliminada na  | Eliminada por         |
| ------ | ------- | -------------------- | ----------------- | ----------------- | ------------------- | -------------- | ------------- | --------------------- |
| 1      | 1       | Naomi Osaka          | 6.606             | 2.000             | 240                 | 4.846          | 4ª fase       | Belinda Bencic [13]   |
| 2      | 2       | Ashleigh Barty       | 6.501             | 240               | 240                 | 6.501          | 4ª fase       | Wang Qiang [18]       |
| 3      | 3       | Karolína Plíšková    | 6.315             | 430               | 240                 | 6.125          | 4ª fase       | Johanna Konta [16]    |
| 4      | 4       | Simona Halep         | 4.743             | 10                | 70                  | 4.803          | 2ª fase       | Taylor Townsend [Q]   |
| 5      | 5       | Elina Svitolina      | 4.492             | 240               | 780                 | 5.032          | SF            | Serena Williams [8]   |
| 6      | 6       | Petra Kvitová        | 4.386             | 130               | 70                  | 4.326          | 2ª fase       | Andrea Petkovic       |
| 7      | 7       | Kiki Bertens         | 4.325             | 130               | 130                 | 4.325          | 3ª fase       | Julia Görges [26]     |
| 8      | 8       | Serena Williams      | 3.935             | 1.300             | 1.300               | 3.935          | F             | Bianca Andreescu [15] |
| 9      | 13      | Aryna Sabalenka      | 2.955             | 240               | 70                  | 2.785          | 2ª fase       | Yulia Putintseva      |
| 10     | 9       | Madison Keys         | 3.267             | 780               | 240                 | 2.727          | 4ª fase       | Elina Svitolina [5]   |
| 11     | 10      | Sloane Stephens      | 3.189             | 430               | 10                  | 2.769          | 1ª fase       | Anna Kalinskaya [Q]   |
| 12     | 11      | Anastasija Sevastova | 3.167             | 780               | 130                 | 2.517          | 3ª fase       | Petra Martić [22]     |
| 13     | 12      | Belinda Bencic       | 2.968             | 10                | 780                 | 3.738          | SF            | Bianca Andreescu [15] |
| 14     | 14      | Angelique Kerber     | 2.870             | 130               | 10                  | 2.750          | 1ª fase       | Kristina Mladenovic   |
| 15     | 15      | Bianca Andreescu     | 2.837             | 2                 | 2.000               | 4.835          | Campeã        | –                     |
| 16     | 16      | Johanna Konta        | 2.695             | 10                | 430                 | 3.115          | QF            | Elina Svitolina [5]   |
| 18     | 18      | Wang Qiang           | 2.646             | 130               | 430                 | 2.946          | QF            | Serena Williams [8]   |
| 19     | 19      | Caroline Wozniacki   | 2.537             | 70                | 130                 | 2.597          | 3ª fase       | Bianca Andreescu [15] |
| 20     | 20      | Sofia Kenin          | 2.460             | 130               | 130                 | 2.460          | 3ª fase       | Madison Keys [10]     |
| 21     | 21      | Anett Kontaveit      | 2.380             | 10                | 130                 | 2.500          | 3ª fase, w.o. | Belinda Bencic [13]   |
| 22     | 22      | Petra Martić         | 2.067             | 10+160            | 240+1               | 2.138          | 4ª fase       | Serena Williams [8]   |
| 23     | 23      | Donna Vekić          | 2.000             | 10                | 430                 | 2.420          | QF            | Belinda Bencic [13]   |
| 24     | 25      | Garbiñe Muguruza     | 1.920             | 70                | 10                  | 1.860          | 1ª fase       | Alison Riske          |
| 25     | 26      | Elise Mertens        | 1.920             | 240               | 430                 | 2.110          | QF            | Bianca Andreescu [15] |
| 26     | 30      | Julia Görges         | 1.785             | 70                | 240                 | 1.955          | 4ª fase       | Donna Vekić [23]      |
| 27     | 27      | Caroline Garcia      | 1.831             | 130               | 10                  | 1.711          | 1ª fase       | Ons Jabeur            |
| 28     | 33      | Carla Suárez Navarro | 1.562             | 430               | 10                  | 1.142          | 1ª fase, ab.  | Tímea Babos [Q]       |
| 29     | 28      | Hsieh Su-wei         | 1.830             | 70                | 70                  | 1.830          | 2ª fase       | Karolína Muchová      |
| 30     | 29      | Maria Sakkari        | 1.800             | 70                | 130                 | 1.860          | 3ª fase       | Ashleigh Barty [2]    |
| 31     | 31      | Barbora Strýcová     | 1.750             | 130               | 10                  | 1.630          | 1ª fase       | Aliona Bolsova        |
| 32     | 32      | Dayana Yastremska    | 1.679             | 10+29             | 130+25              | 1.795          | 3ª fase       | Elina Svitolina [5]   |
| 33     | 34      | Zhang Shuai          | 1.535             | 10                | 130                 | 1.655          | 3ª fase       | Johanna Konta [16]    |

##### Desistências
| Ranking | Jogadora            | Pontos anteriores | Pontos a defender | Nova pontuação | Motivo                              |
| ------- | ------------------- | ----------------- | ----------------- | -------------- | ----------------------------------- |
| 17      | Markéta Vondroušová | 2.650             | 240               | 2.410          | Lesão no punho esquerdo             |
| 24      | Amanda Anisimova    | 1.934             | 10                | 1.924          | Emergência familiar (morte paterna) |

### Duplas
| Cabeça | Ranking | Equipe                | Equipe           |
| ------ | ------- | --------------------- | ---------------- |
| 1      | 2       | Juan Sebastián Cabal  | Robert Farah     |
| 2      | 9       | Łukasz Kubot          | Marcelo Melo     |
| 3      | 17      | Raven Klaasen         | Michael Venus    |
| 4      | 25      | Pierre-Hugues Herbert | Nicolas Mahut    |
| 5      | 25      | Jean-Julien Rojer     | Horia Tecău      |
| 6      | 30      | Mate Pavić            | Bruno Soares     |
| 7      | 32      | Bob Bryan             | Mike Bryan       |
| 8      | 34      | Marcel Granollers     | Horacio Zeballos |
| 9      | 42      | Nikola Mektić         | Franko Škugor    |
| 10     | 43      | Rajeev Ram            | Joe Salisbury    |
| 11     | 45      | Ivan Dodig            | Filip Polášek    |
| 12     | 47      | Kevin Krawietz        | Andreas Mies     |
| 13     | 51      | Robin Haase           | Wesley Koolhof   |
| 14     | 54      | Henri Kontinen        | John Peers       |
| 15     | 57      | Jamie Murray          | Neal Skupski     |
| 16     | 58      | Oliver Marach         | Jürgen Melzer    |

| Cabeça | Ranking | Equipe               | Equipe                      |
| ------ | ------- | -------------------- | --------------------------- |
| 1      | 5       | Tímea Babos          | Kristina Mladenovic         |
| 2      | 6       | Hsieh Su-wei         | Barbora Strýcová            |
| 3      | 22      | Gabriela Dabrowski   | Xu Yifan                    |
| 4      | 22      | Elise Mertens        | Aryna Sabalenka             |
| 5      | 22      | Anna-Lena Grönefeld  | Demi Schuurs                |
| 6      | 23      | Samantha Stosur      | Zhang Shuai                 |
| 7      | 33      | Chan Hao-ching       | Latisha Chan                |
| 8      | 35      | Victoria Azarenka    | Ashleigh Barty              |
| 9      | 36      | Nicole Melichar      | Květa Peschke               |
| 10     | 44      | Lucie Hradecká       | Andreja Klepač              |
| 11     | 51      | Kirsten Flipkens     | Johanna Larsson             |
| 12     | 53      | Duan Yingying        | Zheng Saisai                |
| 13     | 72      | Darija Jurak         | María José Martínez Sánchez |
| 14     | 74      | Lyudmyla Kichenok    | Jeļena Ostapenko            |
| 15     | 74      | Veronika Kudermetova | Galina Voskoboeva           |
| 16     | 74      | Raquel Atawo         | Asia Muhammad               |

#### Mistas
| Cabeça | Ranking | Equipe              | Equipe         |
| ------ | ------- | ------------------- | -------------- |
| 1      | 25      | Chan Hao-ching      | Michael Venus  |
| 2      | 27      | Gabriela Dabrowski  | Mate Pavić     |
| 3      | 31      | Samantha Stosur     | Rajeev Ram     |
| 4      | 32      | Latisha Chan        | Ivan Dodig     |
| 5      | 32      | Nicole Melichar     | Bruno Soares   |
| 6      | 34      | Demi Schuurs        | Henri Kontinen |
| 7      | 34      | Anna-Lena Grönefeld | Oliver Marach  |
| 8      | 35      | Květa Peschke       | Wesley Koolhof |

## Convidados à chave principal
Os jogadores a seguir receberam convite para disputar diretamente a chave principal, baseados em seleção interna ou desempenhos recentes.

### Simples
| Masculino | Feminino |
| --- | --- |
| - Ernesto Escobedo - Christopher Eubanks - Bjorn Fratangelo - Marcos Giron - Antoine Hoang - Thanasi Kokkinakis - Jack Sock - Zachary Svajda | - Kristie Ahn - Francesca Di Lorenzo - Coco Gauff - Caty McNally - Whitney Osuigwe - Diane Parry - Samantha Stosur - Katie Volynets |

### Duplas
| Masculinas | Femininas | Mistas |
| --- | --- | --- |
| - Maxime Cressy / Keegan Smith - Martin Damm / Toby Kodat - Robert Galloway / Nathaniel Lammons - Evan King / Hunter Reese - Thai-Son Kwiatkowski / Noah Rubin - Mitchell Krueger / Tim Smyczek - Nicholas Monroe / Tennys Sandgren | - Kristie Ahn / Christina McHale - Usue Maitane Arconada / Hayley Carter - Hailey Baptiste / Emma Navarro - Francesca Di Lorenzo / Ann Li - Abigail Forbes / Alexa Noel - Coco Gauff / Caty McNally - Whitney Osuigwe / Taylor Townsend | - Hailey Baptiste / Jenson Brooksby - Jennifer Brady / Denis Kudla - Hayley Carter / Jackson Withrow - Kaitlyn Christian / James Cerretani - Danielle Collins / Nicholas Monroe - Bethanie Mattek-Sands / Jamie Murray - Christina McHale / Ryan Harrison - CoCo Vandeweghe / Maxime Cressy |

## Qualificados à chave principal
O qualificatório aconteceu no USTA Billie Jean King National Tennis Center entre 19 de 23 de agosto de 2019.

### Simples
| Masculino | Feminino |
| --- | --- |
| 1. Elliot Benchetrit 2. Santiago Giraldo 3. Kwon Soon-woo 4. Ilya Ivashka 5. Evgeny Donskoy 6. Egor Gerasimov 7. Tobias Kamke 8. Grégoire Barrère 9. Chung Hyeon 10. Jenson Brooksby 11. Dominik Köpfer 12. Guillermo García López 13. Sumit Nagal 14. Jannik Sinner 15. Jiří Veselý 16. Marco Trungelliti | 1. Elena Rybakina 2. Magdalena Fręch 3. Jana Čepelová 4. Peng Shuai 5. Johanna Larsson 6. Caroline Dolehide 7. Ana Bogdan 8. Mariam Bolkvadze 9. Denisa Allertová 10. Harriet Dart 11. Tímea Babos 12. Richèl Hogenkamp 13. Taylor Townsend 14. Wang Xinyu 15. Tereza Martincová 16. Anna Kalinskaya |

Lucky losers
| 1. Paolo Lorenzi 2. Kamil Majchrzak | 1. Paula Badosa 2. Varvara Lepchenko 3. Nicole Gibbs 4. Priscilla Hon 5. Kirsten Flipkens 6. Wang Xiyu |

## Eliminações em simples

### Masculino
| Final                      | Final                    | Final                     | Final                      |
| -------------------------- | ------------------------ | ------------------------- | -------------------------- |
| Daniil Medvedev [5]        |                          |                           |                            |
| Semifinais                 |                          |                           |                            |
| Grigor Dimitrov            | Grigor Dimitrov          | Matteo Berrettini [24]    | Matteo Berrettini [24]     |
| Quartas de final           |                          |                           |                            |
| Stan Wawrinka [23]         | Roger Federer [3]        | Gaël Monfils [13]         | Diego Schwartzman [20]     |
| Quarta fase                |                          |                           |                            |
| Novak Djokovic [1]         | Dominik Köpfer (Q)       | David Goffin [15]         | Alex de Minaur             |
| Andrey Rublev              | Pablo Andújar            | Alexander Zverev [6]      | Marin Čilić [22]           |
| Terceira fase              |                          |                           |                            |
| Denis Kudla                | Paolo Lorenzi (LL)       | Nikoloz Basilashvili [17] | Feliciano López            |
| Daniel Evans               | Pablo Carreño Busta      | Kamil Majchrzak (LL)      | Kei Nishikori [7]          |
| Nick Kyrgios [28]          | Alexei Popyrin           | Denis Shapovalov          | Alexander Bublik           |
| Aljaž Bedene               | Tennys Sandgren          | John Isner [14]           | Chung Hyeon (Q)            |
| Segunda fase               |                          |                           |                            |
| Juan Ignacio Londero       | Dušan Lajović [27]       | Jérémy Chardy             | Miomir Kecmanović          |
| Reilly Opelka              | Jenson Brooksby (Q)      | Yoshihito Nishioka        | Hugo Dellien               |
| Damir Džumhur              | Lucas Pouille [25]       | Ričardas Berankis         | Grégoire Barrère (Q)       |
| Borna Ćorić [12]           | Pablo Cuevas             | Cristian Garín [31]       | Bradley Klahn              |
| Gilles Simon               | Antoine Hoang (WC)       | Jordan Thompson           | Mikhail Kukushkin          |
| Marius Copil               | Henri Laaksonen          | Lorenzo Sonego            | Thomas Fabbiano            |
| Frances Tiafoe             | Benoît Paire [29]        | Egor Gerasimov (Q)        | Vasek Pospisil (PR)        |
| Jan-Lennard Struff         | Cedrik-Marcel Stebe (PR) | Fernando Verdasco [32]    | Thanasi Kokkinakis (WC)    |
| Primeira fase              |                          |                           |                            |
| Roberto Carballés Baena    | Sam Querrey              | Janko Tipsarević (PR)     | Steve Darcis (PR)          |
| Jannik Sinner (Q)          | Hubert Hurkacz           | Laslo Djere               | Zachary Svajda (WC)        |
| Fabio Fognini [11]         | Jaume Munar              | Tomáš Berdych (PR)        | Márton Fucsovics           |
| Taylor Fritz [26]          | Marcos Giron (WC)        | Kwon Soon-woo (Q)         | Prajnesh Gunneswaran       |
| Sumit Nagal (Q)            | Elliot Benchetrit (Q)    | Adrian Mannarino          | Philipp Kohlschreiber      |
| Guido Pella [19]           | Jiří Veselý (Q)          | Cameron Norrie            | Corentin Moutet            |
| Evgeny Donskoy (Q)         | Andreas Seppi            | Jack Sock (WC)            | Nicolás Jarry              |
| Christopher Eubanks (WC)   | Pierre-Hugues Herbert    | Thiago Monteiro           | Marco Trungelliti (Q)      |
| Stefanos Tsitsipas [8]     | Bjorn Fratangelo (WC)    | Leonardo Mayer            | Steve Johnson              |
| Richard Gasquet            | João Sousa               | Federico Delbonis         | Roberto Bautista Agut [10] |
| Albert Ramos Viñolas       | Ugo Humbert              | Marco Cecchinato          | Félix Auger-Aliassime [18] |
| Kyle Edmund [30]           | Marcel Granollers        | Santiago Giraldo (Q)      | Dominic Thiem [4]          |
| Radu Albot                 | Ivo Karlović             | Jozef Kovalík (PR)        | Brayden Schnur             |
| Robin Haase                | Lloyd Harris             | Jo-Wilfried Tsonga        | Karen Khachanov [9]        |
| Guillermo García López (Q) | Casper Ruud              | Filip Krajinović          | Martin Kližan              |
| Tobias Kamke (Q)           | Ernesto Escobedo (WC)    | Ilya Ivashka (Q)          | John Millman               |

### Feminino
| Final                  | Final                     | Final                     | Final                     |
| ---------------------- | ------------------------- | ------------------------- | ------------------------- |
| Serena Williams [8]    |                           |                           |                           |
| Semifinais             |                           |                           |                           |
| Belinda Bencic [13]    | Belinda Bencic [13]       | Elina Svitolina [5]       | Elina Svitolina [5]       |
| Quartas de final       |                           |                           |                           |
| Donna Vekić [23]       | Elise Mertens [25]        | Johanna Konta [16]        | Wang Qiang [18]           |
| Quarta fase            |                           |                           |                           |
| Naomi Osaka [1]        | Julia Görges [26]         | Taylor Townsend (Q)       | Kristie Ahn (WC)          |
| Madison Keys [10]      | Karolína Plíšková [3]     | Petra Martić [22]         | Ashleigh Barty [2]        |
| Terceira fase          |                           |                           |                           |
| Coco Gauff (WC)        | Anett Kontaveit [21]      | Yulia Putintseva          | Kiki Bertens [7]          |
| Sorana Cîrstea         | Caroline Wozniacki [19]   | Jeļena Ostapenko          | Andrea Petkovic           |
| Dayana Yastremska [32] | Sofia Kenin [20]          | Zhang Shuai [33]          | Ons Jabeur                |
| Karolína Muchová       | Anastasija Sevastova [12] | Fiona Ferro               | Maria Sakkari [30]        |
| Segunda fase           |                           |                           |                           |
| Magda Linette          | Tímea Babos (Q)           | Ajla Tomljanović          | Alizé Cornet              |
| Aryna Sabalenka [9]    | Kaia Kanepi               | Francesca Di Lorenzo (WC) | Anastasia Pavlyuchenkova  |
| Simona Halep [4]       | Aliona Bolsova            | Danielle Collins          | Kirsten Flipkens (LL)     |
| Anna Kalinskaya (Q)    | Alison Riske              | Kristýna Plíšková         | Petra Kvitová [6]         |
| Venus Williams         | Rebecca Peterson          | Laura Siegemund           | Zhu Lin                   |
| Margarita Gasparyan    | Ekaterina Alexandrova     | Aliaksandra Sasnovich     | Mariam Bolkvadze (Q)      |
| Caty McNally (WC)      | Hsieh Su-wei [29]         | Ana Bogdan (Q)            | Iga Świątek               |
| Kristina Mladenovic    | Alison Van Uytvanck       | Peng Shuai (Q)            | Lauren Davis              |
| Primeira fase          |                           |                           |                           |
| Anna Blinkova          | Astra Sharma              | Anastasia Potapova        | Carla Suárez Navarro [28] |
| Sara Sorribes Tormo    | Marie Bouzková            | Jessica Pegula            | Mandy Minella             |
| Victoria Azarenka      | Madison Brengle           | Tatjana Maria             | Richèl Hogenkamp (Q)      |
| Natalia Vikhlyantseva  | Veronika Kudermetova      | Pauline Parmentier        | Paula Badosa (LL)         |
| Nicole Gibbs (LL)      | Kateryna Kozlova          | Kateřina Siniaková        | Barbora Strýcová [31]     |
| Wang Yafan             | Polona Hercog             | Wang Xiyu (LL)            | Katie Volynets (WC)       |
| Sloane Stephens [11]   | Svetlana Kuznetsova (PR)  | Aleksandra Krunić         | Garbiñe Muguruza [24]     |
| Jil Teichmann          | Diane Parry (WC)          | Mihaela Buzărnescu        | Denisa Allertová (Q)      |
| Whitney Osuigwe (WC)   | Zheng Saisai              | Monica Puig               | Monica Niculescu          |
| CoCo Vandeweghe (PR)   | Magdalena Fręch (Q)       | Wang Xinyu (Q)            | Misaki Doi                |
| Daria Kasatkina        | Priscilla Hon (LL)        | Samantha Stosur (WC)      | Viktorija Golubic         |
| Caroline Garcia [27]   | Jennifer Brady            | Bernarda Pera             | Tereza Martincová (Q)     |
| Maria Sharapova        | Timea Bacsinszky          | Elena Rybakina (Q)        | Jana Čepelová (Q)         |
| Tamara Zidanšek        | Harriet Dart (Q)          | Ivana Jorović             | Eugenie Bouchard          |
| Angelique Kerber [14]  | Daria Gavrilova           | Viktória Kužmová          | Caroline Dolehide (Q)     |
| Camila Giorgi          | Varvara Lepchenko (LL)    | Johanna Larsson (Q)       | Zarina Diyas              |

## Finais

### Profissional
| Categoria | Evento    | Campeã(s)(o/ões)                   | Vice-campeã(s)(o/ões)              | Resultado               | Chave(s)  | Chave(s)       |
| --------- | --------- | ---------------------------------- | ---------------------------------- | ----------------------- | --------- | -------------- |
| Simples   | Masculino | Rafael Nadal                       | Daniil Medvedev                    | 7–5, 6–3, 5–7, 4–6, 6–4 | principal | qualificatório |
| Simples   | Feminino  | Bianca Andreescu                   | Serena Williams                    | 6–3, 7–5                | principal | qualificatório |
| Duplas    | Masculino | Juan Sebastián Cabal Robert Farah  | Marcel Granollers Horacio Zeballos | 6–4, 7–5                | principal | principal      |
| Duplas    | Feminino  | Elise Mertens Aryna Sabalenka      | Victoria Azarenka Ashleigh Barty   | 7–5, 7–5                | principal | principal      |
| Duplas    | Misto     | Bethanie Mattek-Sands Jamie Murray | Chan Hao-ching Michael Venus       | 6–2, 6–3                | principal | principal      |

### Juvenil
| Categoria | Evento    | Campeã(s)(o/ões)                    | Vice-campeã(s)(o/ões)              | Resultado      | Chave(s)  | Chave(s)       |
| --------- | --------- | ----------------------------------- | ---------------------------------- | -------------- | --------- | -------------- |
| Simples   | Masculino | Jonáš Forejtek                      | Emilio Nava                        | 46–7, 6–0, 6–2 | principal | qualificatório |
| Simples   | Feminino  | María Camila Osorio Serrano         | Alexandra Yepifanova               | 6–1, 6–0       | principal | qualificatório |
| Duplas    | Masculino | Eliot Spizzirri Tyler Zink          | Andrew Paulson Alexander Zgirovsky | 7–64, 6–4      | principal | principal      |
| Duplas    | Feminino  | Kamilla Bartone Oksana Selekhmeteva | Aubane Droguet Séléna Janicijevic  | 7–5, 7–66      | principal | principal      |

### Cadeirante
| Categoria | Evento       | Campeã(s)(o/ões)              | Vice-campeã(s)(o/ões)                | Resultado         | Chave     |
| --------- | ------------ | ----------------------------- | ------------------------------------ | ----------------- | --------- |
| Simples   | Masculino    | Alfie Hewett                  | Stéphane Houdet                      | 7–69, 7–65        | principal |
| Simples   | Feminino     | Diede de Groot                | Yui Kamiji                           | 4–6, 6–1, 6–4     | principal |
| Simples   | Tetraplégico | Andy Lapthorne                | Dylan Alcott                         | 6–1, 6–0          | principal |
| Duplas    | Masculino    | Alfie Hewett Gordon Reid      | Gustavo Fernández Shingo Kunieda     | 1–6, 6–4, [11–9]  | principal |
| Duplas    | Feminino     | Diede de Groot Aniek van Koot | Sabine Ellerbrock Kgothatso Montjane | 6–2, 6–0          | principal |
| Duplas    | Tetraplégico | Dylan Alcott Andy Lapthorne   | Bryan Barten David Wagner            | 56–7, 6–1, [10–6] | principal |